# Motorfærge
Motorfærge er betegnelsen for en færge, der drives ved motorkraft. Forkortelsen M/F (MotorFærge) anvendes i forbindelse med navne på færger, som f.eks. M/F Bukken-Bruse.
| Skib | Spire Denne artikel om skibe eller både er en spire som bør udbygges. Du er velkommen til at hjælpe Wikipedia ved at udvide den. |